# (1726) Hoffmeister
(1726) Hoffmeister est un astéroïde de la ceinture principale découvert le 24 juillet 1933 par l'astronome allemand Karl Wilhelm Reinmuth. Le lieu de découverte est Heidelberg (024). Sa désignation provisoire était 1933 OE, il a été nommé d'après Cuno Hoffmeister.